# Света Троица (Ново Делчево)
Вижте пояснителната страница за други значения на Света Троица.
„Света Троица“ е църква в светиврачкото село Ново Делчево, България, част от Неврокопската епархия на Българската православна църква. Църквата е една от най-големите и красиви в епархията.

## Архитектура
Църквата е построена в края на XX век. В архитектурно отношение е трикорабна базилика. Църквата се отличава с големия си иконостас, който е единствен по рода си в епархията с внушителните 50 m2. Иконостасът е триреден с царски, празнични и апостолски ред позлатени с 24-каратово злато икони, финансирани с дарения на отделни християни. Дело е на ателието „Ликин“ в Сандански.